# Saglaarjuk
Saglaarjuk (ᓴᒡᓛᕐᔪᒃ), vroeger Amherst Island geheten, is een onbewoond eiland in de regio Qikiqtaaluk in Nunavut, Canada. Het eiland ligt aan de zuidkant van de Fury and Hecla Strait en is onderdeel van de Canadese Arctische Eilanden. Het ligt ten noorden van het Melville-schiereiland, ten zuiden van Baffineiland en ten westen van Saglirjuaq. 
Het eiland werd vernoemd naar Jeffrey Amherst, 1st Baron Amherst, een Britse legerofficier die het bevel voerde over de troepen die Louisbourg, Québec en Montréal veroverden op de Fransen en later gouverneur-generaal werd van de provincie Québec.
Als onderdeel van de Canadese Arctische Eilanden was het tot 1880 in Britse handen als onderdeel van de Britse Arctische Gebieden.
| (Schier)eilanden rondom Saglaarjuk | (Schier)eilanden rondom Saglaarjuk | (Schier)eilanden rondom Saglaarjuk | (Schier)eilanden rondom Saglaarjuk | (Schier)eilanden rondom Saglaarjuk |
| ---------------------------------- | ---------------------------------- | ---------------------------------- | ---------------------------------- | ---------------------------------- |
|                                    |                                    | Baffineiland                       |                                    |                                    |
|                                    |                                    |                                    |                                    |                                    |
|                                    | Saglirjuaq                         |                                    |                                    |                                    |
|                                    |                                    |                                    |                                    |                                    |
|                                    |                                    | Melville-schiereiland              |                                    |                                    |